# Antipodophlebia asthenes
Antipodophlebia asthenes е вид водно конче от семейство Aeshnidae. Видът е почти застрашен от изчезване.

## Разпространение
Разпространен е в Австралия (Куинсланд и Нов Южен Уелс).